# Luoqi
Luoqi (kinesiska: 洛碛) är en köping i sydvästra Kina. Den ligger i stadsdistriktet Yubei i storstadsområdet Chongqing, omkring 39 kilometer nordost om det centrala stadsdistriktet Yuzhong. Antalet invånare är 36 862. Befolkningen består av 18 134 kvinnor och 18 728 män. Barn under 15 år utgör 12,0 %, vuxna 15-64 år 71 %, och äldre över 65 år 15,0 %.